# Bărcănești (okręg Prahova)
Bărcănești – wieś w Rumunii, w okręgu Prahova, w gminie Bărcănești. W 2011 roku liczyła 3226 mieszkańców.